# FAI Gliding Commission
Pour les articles homonymes, voir IGC.
L'International Gliding Commission (IGC) est l'organisme de la Fédération aéronautique internationale (FAI)  régissant les aspects sportifs du vol à voile, notamment code sportif, insignes de performance, championnats internationaux, records du monde, en ce qui concerne les planeurs avec ou sans moteur auxiliaire. 
La FAI, fondée en 1905, concerne les différentes disciplines sportives de l'aéronautique ainsi que l'astronautique. En 1932, fut créée la Commission internationale de vol à voile (CIVV), aussi appelée CVSM (Commission de vol sans moteur), anglicisée depuis en International Gliding Commission (IGC). 
Les deltaplanes et les parapentes sont régis par une autre commission de la FAI, la CIVL (Commission internationale de vol libre, en anglais Hang Gliding and Paragliding Commission). La voltige en planeur, comme en avion, est gérée par la CIVA (Commission internationale de voltige aérienne, en anglais Aerobatics Commission). 

## Insignes
Au début des années 1920, deux organismes, la fédération allemande des clubs de modélisme et de vol à voile et le Rhön-Rossitten Gesellschaft, décidèrent qu'un pilote aurait atteint le niveau A s'il peut parcourir une distance de 300 mètres ou rester en vol plus de 30 secondes. Le niveau B sera atteint s'il peut effectuer deux vols en ligne droite de 45 secondes au moins, rester en l'air plus d'une minute et effectuer un vol en forme de S. Pour le niveau C, il est demandé un vol de plus de cinq minutes. À cette époque, les planeurs étaient lancés au sandow. Quelques années plus tard le chef pilote Fritz Stamer d'une école de vol à voile conçut l'insigne à base de mouettes encore utilisé de nos jours.
L'ISTUS (Internationale Studienkommission für motorlosen Flug) qui est chargée gérer les records et autres performances en vol à voile, fut fondée le 13 juin 1930 à Francfort. Les États fondateurs furent la Belgique, la France, les Pays-Bas, la Hongrie, l'Allemagne l'Italie et les États-Unis. Une série d'insignes fut créée, ces insignes étant dénommés A, B, C, D, etc.
Par la suite, l'insigne D fut appelée insigne d'argent C (ou simplement insigne d'argent). Pour acquérir l'insigne d'argent, le pilote doit effectuer un gain d'altitude de 1 000 mètres, un vol de 5 heures après largage et un vol de distance de 50 kilomètres au moins. Ceci peut être effectué en un seul vol ou dans des vols séparés. Les premiers lauréats furent Wolf Hirth et Robert Kronfeld le 15 février 1931.
En 1932, la FAI reconnut le vol à voile et forma une nouvelle section appelée Commission Internationale de Vol à Voile (CIVV). La CIVV remplaça alors l'ISTUS. La FAI décida que l'insigne d'argent était suffisamment méritoire pour être reconnue au niveau international.et délivra 300 insignes avant de s'en remettre aux fédérations nationales par la suite. Dès le début, les insignes de niveau inférieur étaient gérés par les fédérations nationales. Les critères de réussite varient d'un État à l'autre bien qu'étant intégrés dans les programmes nationaux. Par exemple, aux États-Unis, l'insigne de bronze est remise aux lauréats qui ont montré une aptitude aux vols de campagne après avoir obtenu l'insigne C. En Grande-Bretagne, l'insigne de bronze est remise après l'insigne B et le pilote est alors autorisé à effectuer des vols de campagne. 
L'insigne E (appelée insigne d'or C ou insigne d'or) fut créé en 1935. Il faut avoir volé 300 km (non nécessairement déclarés en avance), effectué un gain d'altitude de 3 000 mètres et avoir effectué un vol de 5 heures. Ce vol peut être le même pour l'insigne d'argent et d'or. Jusqu'à ce niveau, les vols sont gérés par la fédération nationale du pilote.
L'insigne F (appelé insigne de diamant) fut créé en 1949. Il faut avoir effectué un vol prédéclaré de 300 km, avoir effectué un vol de 500 km non nécessairement prédéclaré et avoir effectué un gain d'altitude de 5 000 mètres. La FAI remet aussi maintenant des diplômes pour des vols de 750 kilomètres et plus (1 000 km, etc.).

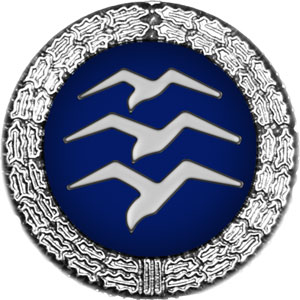
Insigne: Disque bleu entouré d'une couronne d'argent avec 3 mouettes empilées en vol Insigne d'argent
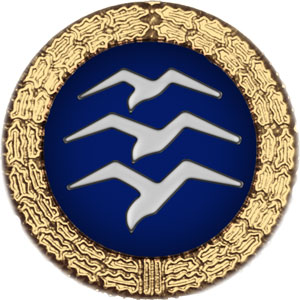
Insigne: Disque bleu entouré d'une couronne d'or avec 3 mouettes empilées en vol Insigne d'or
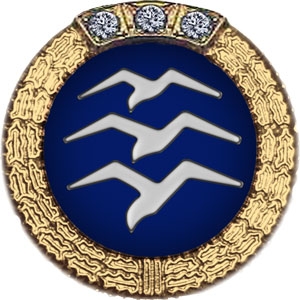
Insigne: Disque bleu entouré d'une couronne d'or avec 3 mouettes empilées en vol Insigne d'or surmonté de 3 diamants

## Records de vol à voile
La large palette des records homologués a été établie par la FAI Gliding Commission. les catégories de planeurs ont été divisées en 4 groupes: classe libre, 15 mètres, classe standard et ultra-légers. Bien que les femmes peuvent battre des records ces classes, il existe aussi des records strictement féminins. Comme il existe un grand nombre de records, la table ci-dessous résume les records établis en classe libre en 2008. La liste complète des records eut être consulté sur le site Web de la FAI.

### Records en classe libre
| Catégorie                                | Record                               | Date       | Pilote                  | Équipe                    | Lieu                                           | Planeur                   |
| ---------------------------------------- | ------------------------------------ | ---------- | ----------------------- | ------------------------- | ---------------------------------------------- | ------------------------- |
| Distance libre                           | 2 192,9 km                           | 04/12/2004 | Terrence Delore NZL     | Steve Fossett USA         | El Calafate Argentine                          | Schleicher ASH 25 Mi      |
| Distance libre aller-retour              | 2 247 km                             | 02/12/2003 | Klaus Ohlmann Allemagne |                           | Chapelco (es) Argentine                        | Schempp-Hirth Nimbus 4 DM |
| Distance libre avec 3 points de virage   | 3 009 km                             | 21/01/2003 | Klaus Ohlmann Allemagne |                           | Chapelco Argentine                             | Schempp-Hirth Nimbus 4 DM |
| Distance jusqu'à 3 points de virage      | 2 501 km (en attente d'homologation) | 13/12/2009 | Terrence Delore NZL     | John Kokshoorn NZL        | Omarama Nouvelle-Zélande                       | Schleicher ASH 25         |
| Distance en triangle (voir ci-dessous)   | 1 556,3 km                           | 23/11/2006 | Klaus Ohlmann Allemagne | Herbert Pirker Autriche   | Zapala Argentine                               | Schempp-Hirth Nimbus 4 DM |
| Vitesse sur un triangle de 100 km        | 289,4 km/h                           | 18/12/2006 | Klaus Ohlmann Allemagne | Esteban Fechino Argentine | Zapala Argentine                               | Schempp-Hirth Nimbus 4 DM |
| Vitesse sur un triangle de 300 km        | 225,69 km/h                          | 21/11/2005 | Klaus Ohlmann Allemagne |                           | Chos Malal Argentine                           | Schempp-Hirth Nimbus 4 DM |
| Speed over a triangular course of 500 km | 194,79 km/h                          | 23/11/2005 | Klaus Ohlmann Allemagne | Kathrin Woetzel Allemagne | Chos Malal Argentine                           | Schempp-Hirth Nimbus 4 DM |
| Altitude absolue                         | 15 460 m                             | 29/08/2006 | Steve Fossett USA       | Einar Enevoldson USA      | El_Calafate Argentine                          | Glaser-Dirks DG-500       |
| Gain d'altitude                          | 12 894 m                             | 25/02/1961 | Paul F. Bikle USA       |                           | Fox Airport, Lancaster (Californie) États-Unis | Schweizer SGS 1-23 E      |

Remarque : un vol effectué le 12 janvier 2011 par Klaus Ohlman en Argentine à bord d'un Nimbus 4DM sur triangle de 1 756,1 km à 125 km/h est en attente d'homologation.

### Anciens records non pris en compte de nos jours
| Class     | Category | Record      | Date       | Pilote               | Crew | Place                       | Glider          |
| --------- | -------- | ----------- | ---------- | -------------------- | ---- | --------------------------- | --------------- |
| Monoplace | Durée    | 56 h 15 min | 02/04/1952 | Charles Atger France |      | Romanin-les-Alpilles France | Arsenal Air 100 |

## Enregistreurs de vol GPS

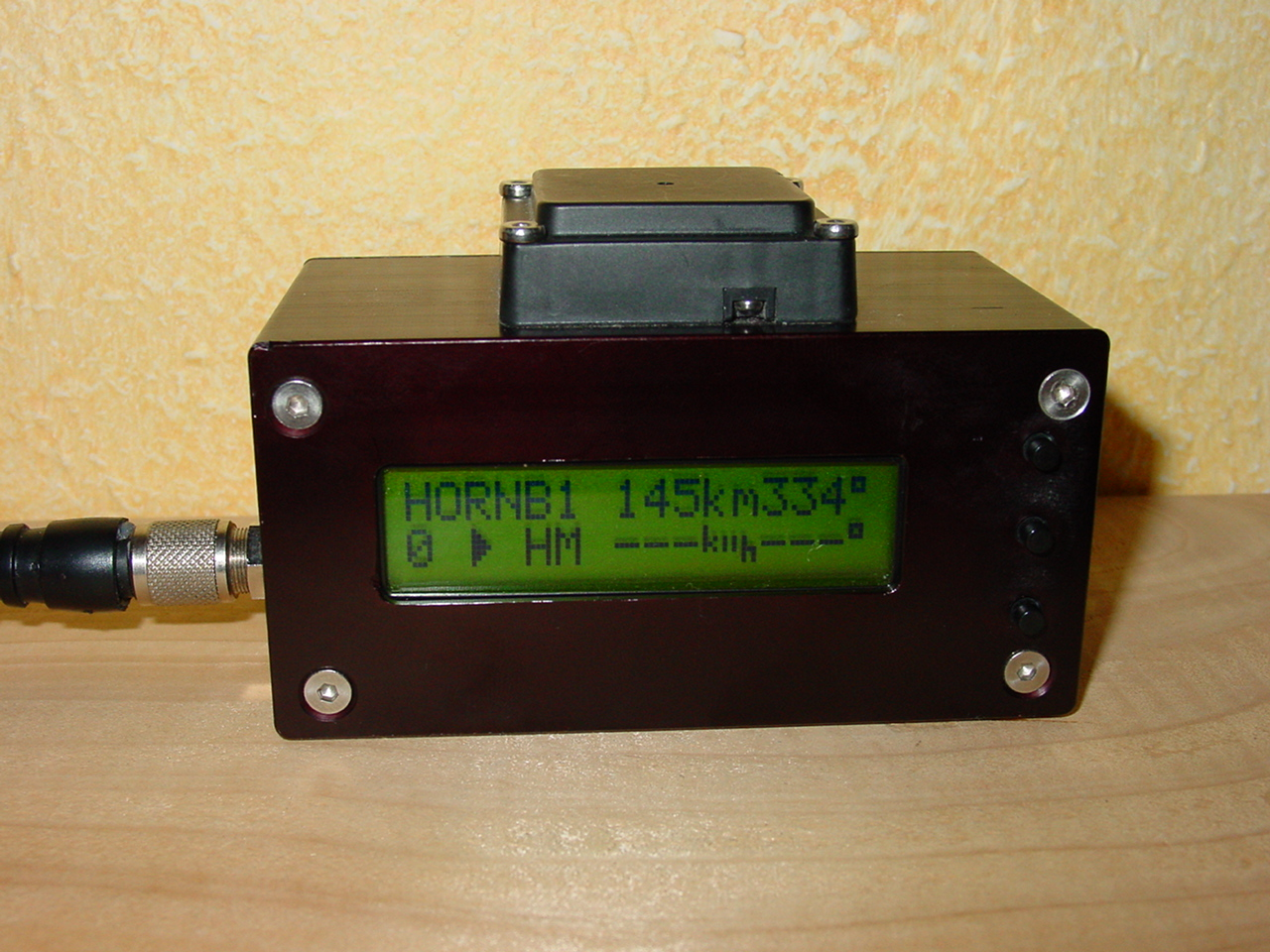
Enregistreur Volkslogger

Après l'introduction d'appareils de navigation bon marché utilisant les satellites, l'International Gliding Commission (IGC) développa un standard for approved flight recorders. Les appareils approuvés par l'IGC font foi en ce qui concerne la position et l'altitude lors de compétitions, de vols officiels pour obtenir un insigne ou pour établir un record du monde. Il est théoriquement impossible de tricher, à moins de disposer d'énormes capacités informatiques de calcul de décryptage. En effet, les appareils créent au cours du vol un fichier en .igc des données de position au format ASCII et rajoutent à sa fin une signature cryptographique de certification utilisant une méthode de clef privée / clef publique[réf. nécessaire]. Pour créer cette signature, le système d'enregistrement calcule une chaine de caractères à partir de l'ensemble des données du vol enregistré. Ensuite, il crypte cette chaîne avec une clef privée et rajoute le résultat à la fin du fichier de données. Le contrôle, faisable par toute personne avertie, consiste à décrypter ce résultat avec la clef publique correspondante et à vérifier sa correspondance avec les données enregistrées[réf. nécessaire]. Ce système remplace l'ancien système de prises de photographies aux points de virage (ou l'existence d'observateurs à des points spécifiés). D'une part, les photos pouvaient être floues et prêter à discussion et d'autre part certains pilotes trichèrent en inversant l'ordre des points de virage. De plus les GPS reconnus par la FAI ont un baromètre intégré. Le format IGC est décrit dans l'annexe 1 du document publié par la FAI Specification for IGC-approved GNSS Flight Recorders publié sur le site de la FAI. Ce format est utilisé par des simulateurs de vol comme Slient Wings ou Condor. Bien entendu, ces fichiers n'ont aucun caractère officiel auprès de la FAI.
La position et la pression sont enregistrées de manière continue à intervalles prédéfinis par le pilote (entre 1 seconde et 20 secondes). Le barographe intégré à l'enregistreur doit être recalibré tous les deux ans.
En mars 1995, l'IGC a créé un comité d'homologation des enregistreurs. La liste des enregistreurs homologués est publiée dans le FAI Sporting Code Section 3 (Gliders and Motor Gliders). Comme il a été expliqué ci-dessus, la signature cryptographique placée à la fin du fichier .igc permet de garantir son authenticité. En outre les enregistreurs sont équipés d'un interrupteur qui détruit les clefs de sécurité privées lorsque le boîtier est ouvert. En théorie, tout cas de boîtier ouvert doit être notifié à la FAI avec un rapport de justification.

## OSTIV
Un organisme associé l'Organisation scientifique et technique du vol à voile (OSTIV) assure le lien entre les fabricants de planeurs.

## Remises de prix

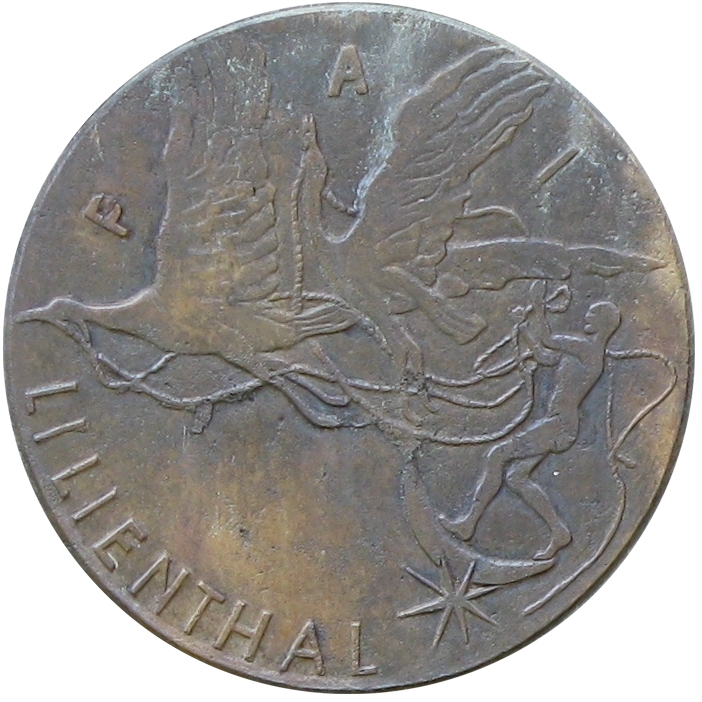
Médaille Lilienthal

La commission remet des prix en reconnaissance de services éminents ou de performances remarquables. Pour le vol à voile, elle présente
- la médaille Lilienthal,
- la médaille Pelagia Majewska pour les pilotes féminines,
- le diplôme Pirat Gehriger Diploma pour services rendus à la communauté vélivole.

La médaille Lilienthal Medal a été instituée en 1938 pour récompenser « une performance remarquable en vol à voile ou des services éminents pour le sport du vol à voile au cours d'une longue période. » Une liste non exhaustive de récipiendaire est la suivante :
- Paul Bikle
- Anne Burns
- Janusz Centka
- Hans-Werner Grosse
- Wolf Hirth
- Paul MacCready
- Edward Makula
- George B. Moffat, Jr.
- Klaus Ohlmann
- Derek Piggott
- Helmut Reichmann
- Ingo Renner
- Richard Schreder
- Ann Welch
- Philip Wills